# René Bondoux
René Bondoux, född 26 maj 1905 i Bar-sur-Seine, död 6 maj 2001 i Neuilly-sur-Seine, var en fransk fäktare.
Bondoux blev olympisk guldmedaljör i florett vid sommarspelen 1932 i Los Angeles.